# BAe Jetstream 31
BAe Jetstream 31 – brytyjski samolot pasażerski komunikacji lokalnej, produkowany początkowo przez wytwórnię Handley Page, a następnie przez Scottish Aviation i British Aerospace.

## Historia
Firma Handley Page w 1966 roku rozpoczęła projektowanie małego samolotu pasażerskiego, przeznaczonego na rynek Stanów Zjednoczonych. Dwusilnikowy samolot pasażerski o krótkim zasięgu, oznaczony jako HP-137 Jetstream (G-ATXH) po raz pierwszy wzbił się w powietrze 18 sierpnia 1967 roku. Napędzały go silniki tubośmigłowe Turbomeca Astazou XII o mocy 2 x 507 kW. W samolotach produkowanych seryjnie zastosowano silniki o większej mocy (617 kW każdy) Turbomeca Astazou XIV. W 1970 roku Handley Page zlikwidowano a produkcję samolotu przejęła firma Jetstream Aircraft Ltd., która była pod kontrolą przedsiębiorstwa Scottish Aviation. Samolot nie okazał się przebojem rynkowym i dalsza produkcja stała pod znakiem zapytania. Ratunek przyszedł ze strony RAF, który w lutym 1972 roku złożył zamówienie na 26 egzemplarzy samolotów w wersji szkolno-treningowej oznaczonej jako Jetstream T.1, czternaście z nich zostało później zmodyfikowanych do wersji Jetstream T.2, używanej przez Royal Navy. W grudniu 1978 roku British Aerospace, która w międzyczasie przejęła firmę Scottish Aviation, przygotowała wersję samolotu oznaczoną jako Jetstream 31 z myślą o ponownym wejściu na amerykański rynek samolotów komunikacyjnych. Maszyna otrzymała nowe silniki turbośmigłowe Garrett TPE331-10 o mocy 626 kW każdy. Prototyp G-JSS został oblatany 28 marca 1980 roku. W 1987 roku wprowadzono na rynek wersję Jetstream Super 31, znaną również jako Jetstream 32, w której zastosowano nowe silniki Garrett TPE331-12 o mocy 760 kW każdy.

## Konstrukcja
Jetstream 31 jest wolnonośnym dolnopłatem, skrzydło o trapezowym obrysie i niewielkim skosie 0°34' i wzniosie 7° zaopatrzone w lotki z klapkami wyważającymi i dwuczęściowe, dwuszczelinowe klapy wysuwane hydraulicznie. W skrzydle znajdują się integralne zbiorniki na paliwo. Kadłub o konstrukcji półskorupowej o kołowym przekroju. Usterzenie o obrysie trapezowym z płetwami stabilizującymi pod i nad kadłubem. Podwozie chowane, trójzespołowe, przednie, dwukołowe chowane do wnęki w kadłubie, główne, dwa zespoły z pojedynczymi kołami chowanymi do wnęk w skrzydłach.

## Wersje
- Jetstream 1 - wersja pasażerska z silnikami Turbomeca Astazou XIV, wybudowano 30 egzemplarzy.
- Jetstream 3M - wersja pasażerska z silnikami Garrett AiResearch TPE-331-3W-301A, 11 sztuk tych samolotów zakupiło US Air Force i nadało im oznaczenie C-10A, kontrakt nie został zrealizowany.
- Jetstream 200 - wersja pasażerska z silnikami Turbomeca Astazou XVI.
- Jetstream 31 Airliner - wersja pasażerska z 18/19 miejscami pasażerskimi.
- Jetstream 31 Corporate - wersja dyspozycyjna dla 8/10 pasażerów.
- Jetstream 31EP - wersja o zwiększonym zasięgu.
- Jetstream T.1 - w sierpniu 1972 roku Ministerstwo Obrony Wielkiej Brytanii zamówiło 26 egzemplarzy samolotu, który miał zastąpić używane do szkolenia pilotów samolotów wielosilnikowych i nawigatorów maszyny Vickers Varsity. Lot pierwszego T.1 odbył się 13 kwietnia 1973 roku. We wrześniu tego samego roku samolot przybył do Central Flying School w bazie RAF w Little Rissington w celu przejścia dalszych testów a w grudniu maszyny przejęła No.5 Flying Training School stacjonująca w bazie Oakington. Rok później zapotrzebowanie na wyszkolone załogi samolotów wielosilnikowych spadło i część samolotów została przeniesiona do bazy w St Athan, gdzie je zakonserwowano. W 1977 roku do aktywnej służby przywrócono 8 Jetstream T.1, które znalazły się na wyposażeniu No.3 Flying Training School z Leeming, w sumie aktywowano jedenaście samolotów. W 2004 roku samoloty zostały zastąpione przez Beechcraft King Air.
- Jetstream T.2 - zmodyfikowana dla potrzeb Royal Navy wersja T.1. Zastąpił samoloty Percival Prince, używane przez marynarkę do szkolenia nawigatorów i innych niebędących pilotami członków załogi samolotu. Samoloty weszły do służby w październiku 1978 roku i było to 14 maszyn w wersji T.1 zmagazynowanych w St Athan. Modyfikacja polegała na zamontowaniu dwóch stanowisk nawigacyjnych do obsługi zamontowanego w nosie samolotu radaru MEL E190. Tak zmodyfikowane maszyny weszły na wyposażenie 750 Dwywizjony Lotniczego Marynarki (750 Naval Air Squadron) operującego z bazy w Culdrose (Royal Naval Air Station Culdrose). W 1999 roku dwa egzemplarze przejęła Marynarka Wojenna Urugwaju.
- Jetstream T.3 - Dostarczone w 1986 roku cztery samoloty wersji Jetstream 31 z radarem poszukiwawczym Racal(inne języki) ASR 360 zamontowanym pod kadłubem w jego centralnej części i dwoma stanowiskami obsługi, używana w zadaniach poszukiwawczo ratowniczych. Następnie zmodyfikowane do przewozu pasażerów jako lekki samolot transportowy.